# Johann Andreas Segner
Johann Segner, en húngaro: János András Segner, en alemán: Johann Andreas von Segner, en eslovaco: Ján Andrej Segner, en latín: Iohannes Andreas de Segner, (9 de octubre de 1704-5 de octubre de 1777) fue un científico húngaro.

## Semblanza
Nacido en el Reino de Hungría, en la entonces ciudad húngara de Pozsony/Presburgo (hoy Bratislava), sus antepasados habían emigrado ahí desde Estiria en el siglo XVIII. Estudió en Presburgo, Győr y Debrecen. En 1725 Segner empezó estudiar en la Universidad de Jena. Segner obtuvo un título de médico en 1729 y regresó a Presburgo, donde empezó a trabajar como tal, así como en Debrecen. En 1732 regresó a Jena para obtener el grado de maestro. En 1735 Segner se convirtió en el primer profesor de matemáticas de la Universidad de Gotinga, puesto creado para él. En 1755 fue nombrado profesor en Halle, donde estableció un observatorio.
Uno del científicos mejor conocidos de su tiempo, Segner fue miembro de las academias de Berlín, Londres, y San Petersburgo. Según el Proyecto de Genealogía de las Matemáticas, en febrero de 2013, tenía más de 66 millares de descendientes académicos, del total de 170 millares en la base de datos.
Fue el primer científico en utilizar la fuerza reactiva de agua y construyó la primera rueda hidráulica, parecida a un aspersor de césped moderno, por lo que los historiadores de ciencia la ciencia le recuerdan como el padre de la turbina de agua. Segner también produjo la primera prueba de la regla de los signos de Descartes.

## Trabajos
- Johann Andreas Segner, Specimen logicae universaliter demonstratae (1740) , con introducción de Mirella Capozzi, Bologna: CLUEB, 1990.

## Eponimia
- El cráter lunar Segner se llama así en su honor.[2]
- El asteroide (28878) Segner también conmemora su nombre.[3]